# 塔希冈
塔希冈，也译为扎西冈、扎西岗，是不丹王国东部地区的最大城市，也是塔希冈宗的首府。位于不丹的最东边，平均海拔1067米。

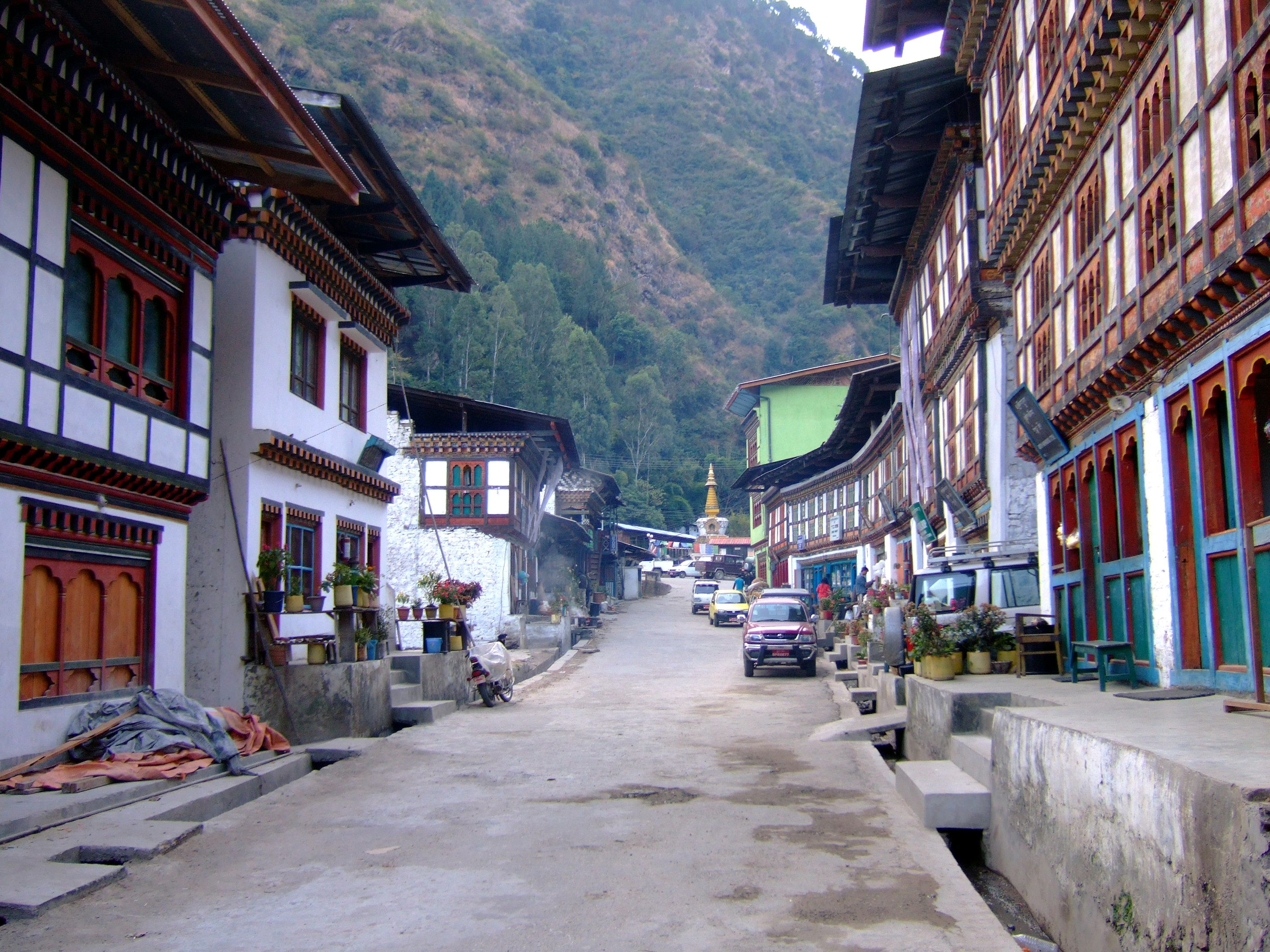
塔希冈